# Passaporto

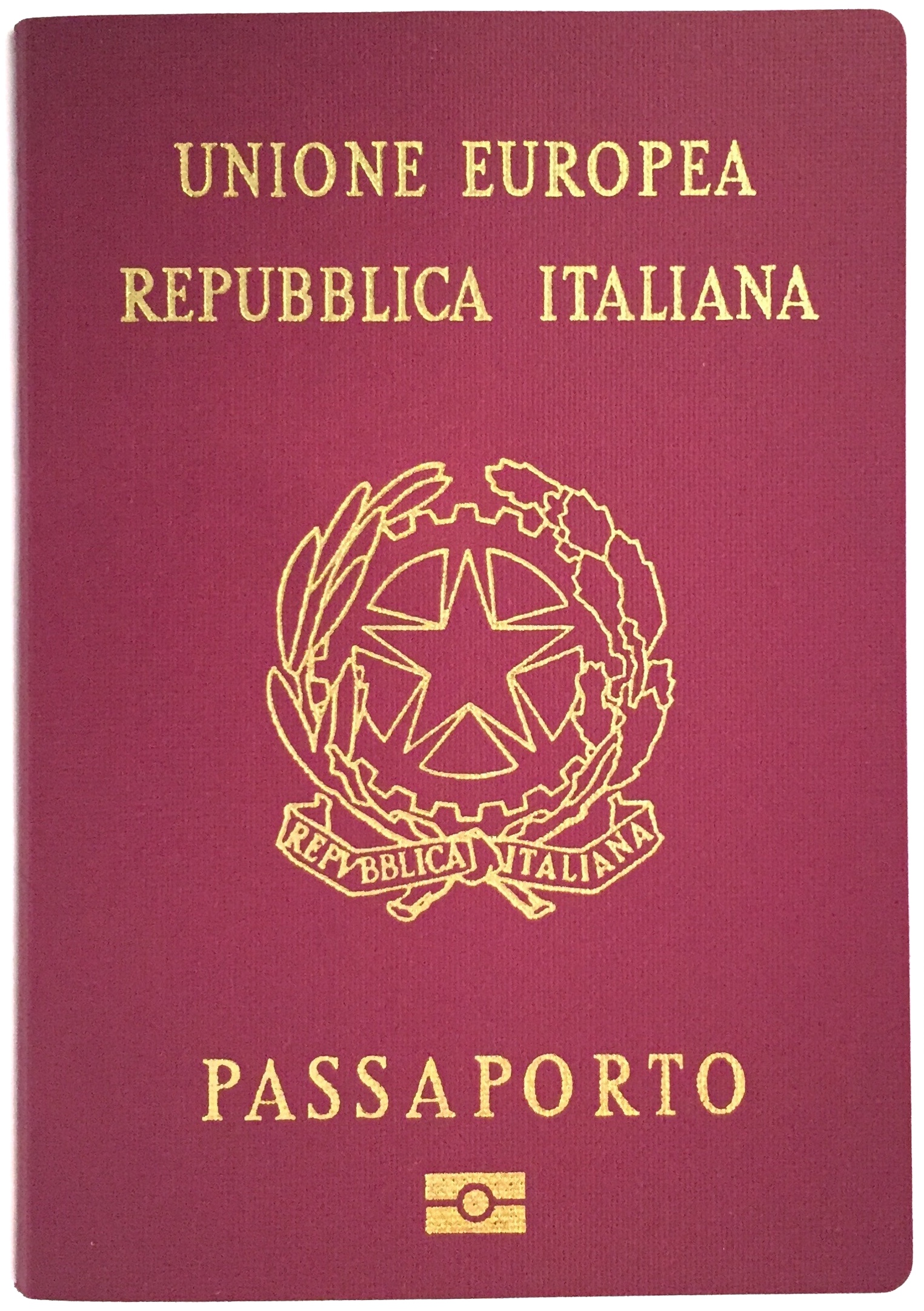
Il passaporto italiano biometrico, modello dal 2013

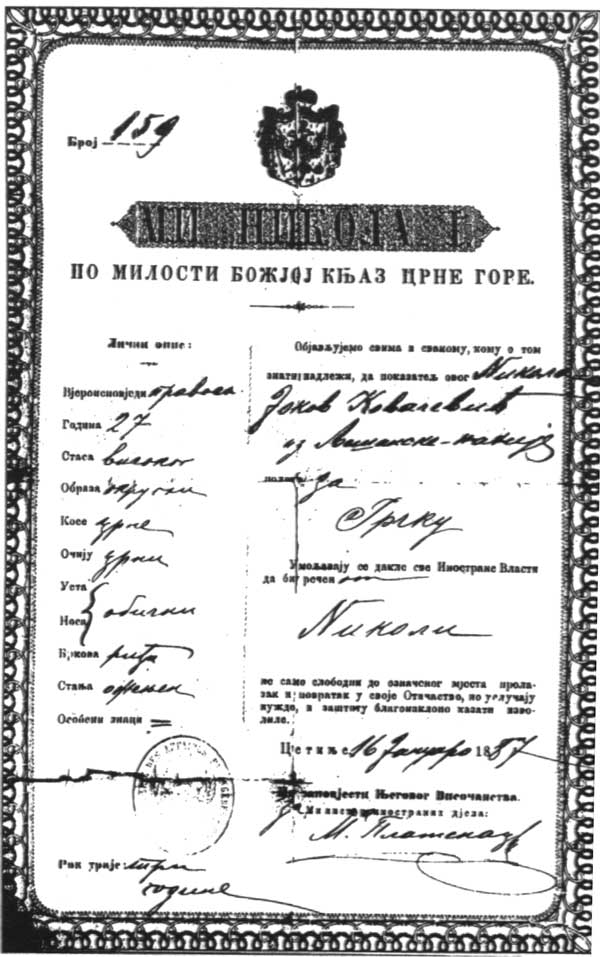
Passaporto emesso in Montenegro nel 1887. Prima dell'avvento della fotografia i passaporti riportavano la descrizione del portatore, anziché la sua foto

Un passaporto è un documento di riconoscimento formale o certificazione emesso dal governo di uno Stato, che identifica il portatore come cittadino di quel determinato Paese e richiede il permesso, nel nome della sovranità dello Stato emittente, di poter entrare in un altro Paese.
Il termine sarebbe nato non dai porti di mare, ma dai documenti medievali richiesti per attraversare le porte delle mura cittadine; secondo altri invece detiene proprio un valore portuale perché fu largamente utilizzato nel medioevo dalle repubbliche marinare, quali Genova, Venezia e Pisa, sia come lasciapassare per le colonie marittime sia come accertamento e descrizione dell'identità del latore nei porti commerciali; i porti d'attracco erano zona franca, ma per sbarcare persone e merci si necessitava, e tuttora si necessita, di superare controlli e verificare permessi: appunto dei permessi di passare i porti.

## Storia

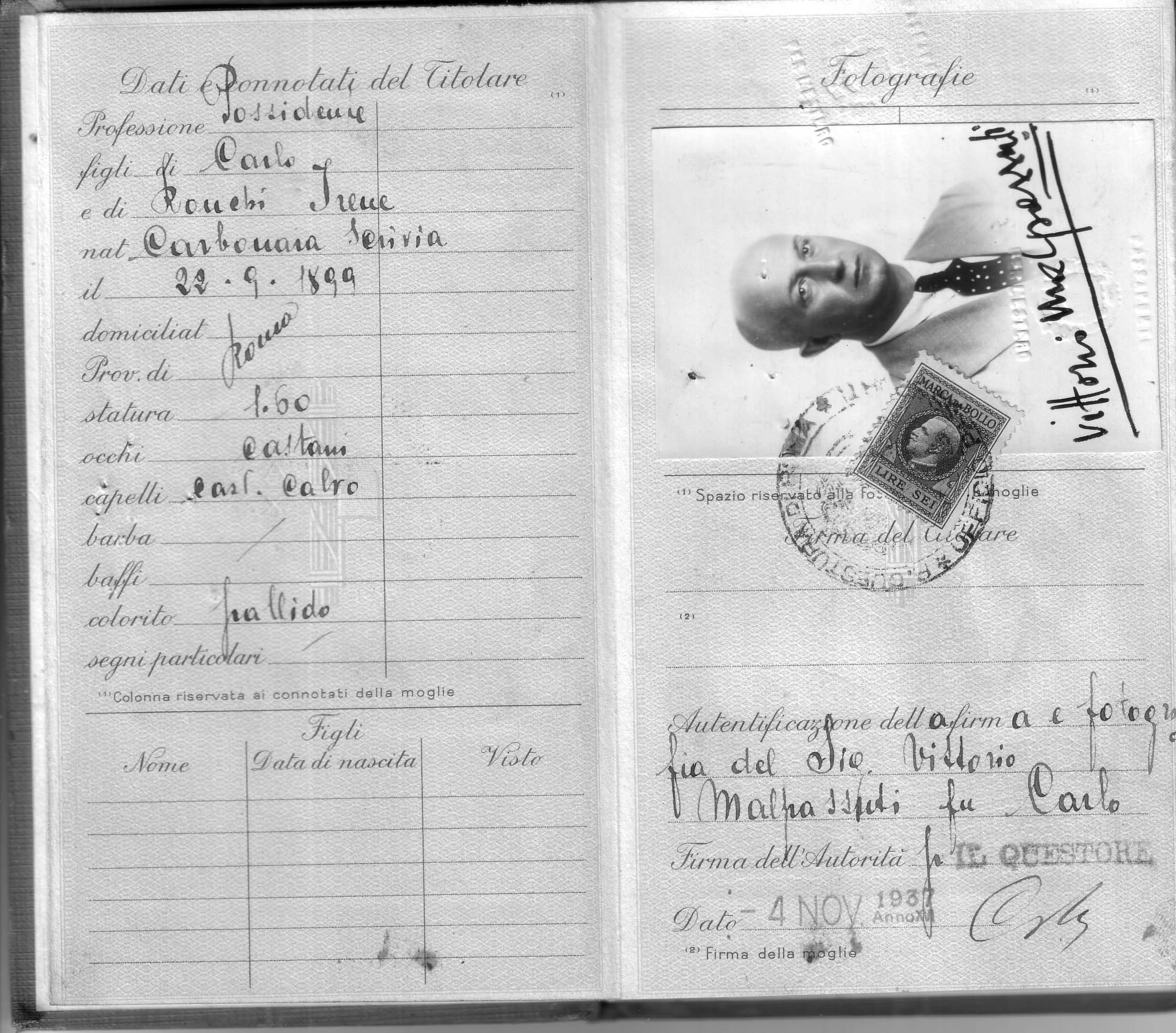
Passaporto italiano del 1937 dello scrittore Vittorio Malpassuti

Prima del X secolo si incontrano le prime forme di documento riconducibili al moderno passaporto;  fu probabilmente un sigillum previsto dal diritto Longobardo,  il più simile per funzione. Si trattava di un documento arrotolato a tubo, racchiuso da un anello recante il sigillo della signoria che lo aveva emesso, nel quale si descriveva il portatore e lo si autorizzava ad entrare in un territorio controllato.
Nel medioevo si diffusero il salvacondotto e il lasciapassare, utilizzati solo per un periodo di tempo molto limitato e, generalmente per un singolo viaggio. Nel XII secolo la Repubblica di Genova emetteva un documento denominato Bulletta, rilasciato per i nazionali della Repubblica in viaggio verso i porti degli empori ed i porti delle colonie genovesi d'oltremare,  ma anche per i forestieri che vi entravano.
Nell'Europa medievale questi documenti potevano essere emessi per qualunque viaggiatore dalle autorità locali e generalmente contenevano una lista di città e paesi
attraverso i quali il portatore poteva passare.
Questo sistema è proseguito, per esempio, in Francia fino agli anni 1860. In questi periodi spesso i passaporti non erano richiesti per entrare nei porti di mare, che erano considerati punti di commercio liberi, ma erano richiesti per spostarsi oltre di essi e fino alle città dell'interno, un po' come oggigiorno si passa la dogana, oltre il porto che è zona franca.
Spesso, ma non sempre, contenevano una descrizione fisica del portatore, le fotografie furono aggiunte solo nei primi decenni del XX secolo.
In seguito alle guerre mondiali, prima la Società delle Nazioni (International Conference on Passports, Customs Formalities and Through Tickets – Conferenza Internazionale sui Passaporti, Formalità Doganali e biglietti combinati, 1920), e più tardi le Nazioni Unite e l'ICAO emisero linee guida standardizzate sulle caratteristiche e l'aspetto che dettero forma ai passaporti odierni (ISO/IEC 7810 ID-03).
Il concetto moderno di un passaporto multi-viaggio e multi-destinazione emesso solo dalla nazione a cui appartiene il portatore risale solo alla metà del XX secolo; a partire dagli anni 2000 ci sono state spinte per l'introduzione di informazioni biometriche nei passaporti per aiutare a migliorare l'accertamento dell'identità. Non è al momento certo se questa tecnologia sia sufficientemente sviluppata e precisa per questo compito. Per esempio gli Stati Uniti hanno per due volte ritardato l'introduzione di questa tecnica a causa di risultati scarsamente affidabili.
Nel 2025 l'Unione Europea introdurrà l'European Travel Information and Authorisation System, che prevede una scansione del volto e delle impronte digitali per coloro che entrano nel territorio europeo privi di visto.

## Descrizione
I passaporti sono connessi al diritto di protezione legale all'estero e al diritto di rientrare nello stato della propria cittadinanza. Contengono la fotografia del titolare, i suoi dati anagrafici, la sua firma, la cittadinanza e alle volte altri mezzi di identificazione individuale. Molti stati stanno sviluppando proprietà biometriche per i loro passaporti per poter confermare con maggior certezza che la persona che presenta il passaporto ne sia il legittimo titolare.
Il passaporto è il documento d'identità richiesto per viaggiare all'estero, ed è esibito al confine, qualora con la nazione visitata non esistano accordi per cui i cittadini possano utilizzare anche altri documenti di identità. Ad esempio, i cittadini degli Stati membri dell'Unione europea, grazie al Trattato di Schengen, possono viaggiare verso altri Paesi UE utilizzando, in alternativa al passaporto, la sola carta d'identità (valida per l’espatrio) in corso di validità.
Alcuni governi cercano di controllare il movimento dei loro cittadini emettendo così passaporti detti passaporti interni (in un certo senso – analogo della carta d'identità italiana, contenente i principali dati anagrafici del cittadino); per esempio nell'Unione Sovietica venivano emessi propiska (residenza) a tutti i cittadini per controllare il loro movimento nel paese, informazioni sullo stato civile ed eventuali figli. Questo sistema è stato parzialmente mantenuto nella Federazione Russa.
Come documento di identificazione i passaporti sono frequentemente soggetti a furto e falsificazione. Per poter entrare in alcuni stati non è sufficiente che il passaporto non sia scaduto, ma deve avere una validità residua di almeno 3 o 6 mesi oppure è richiesta l'apposizione di un'autorizzazione temporanea all'ingresso nello stato in cui si chiede di entrare, denominata visto d'ingresso e rilasciata da ambasciate o anche, talvolta, alla frontiera di ingresso. L'ingresso e l'uscita dal paese vengono annotate sul documento con timbri datari apposti dalle guardie di frontiera.

## Tipologie

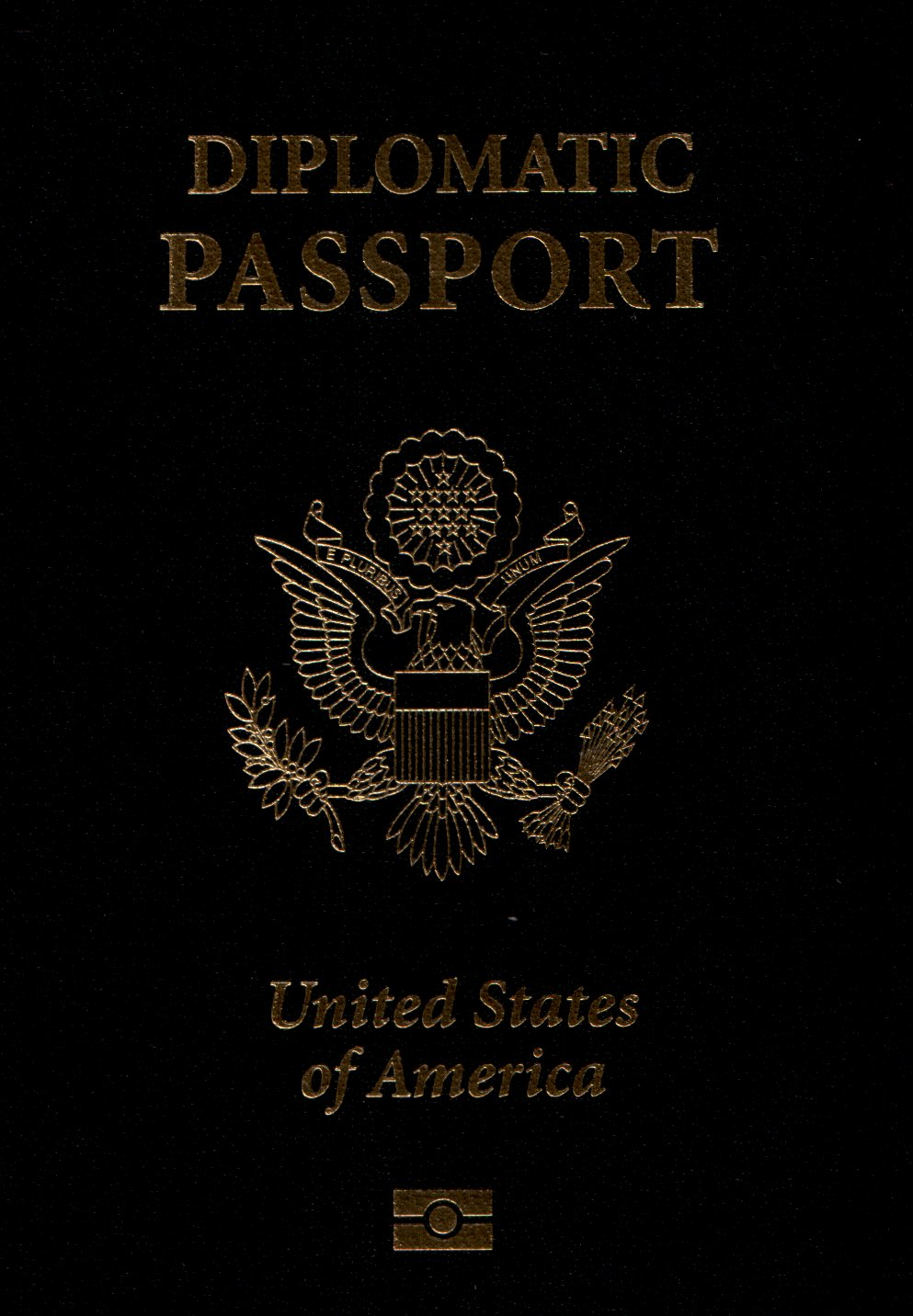
Passaporto diplomatico degli Stati Uniti d'America

Oltre ai documenti di viaggio rilasciati dalle autorità delle singole nazioni ai loro cittadini per l'espatrio, esistono particolari tipologie di passaporti speciali.

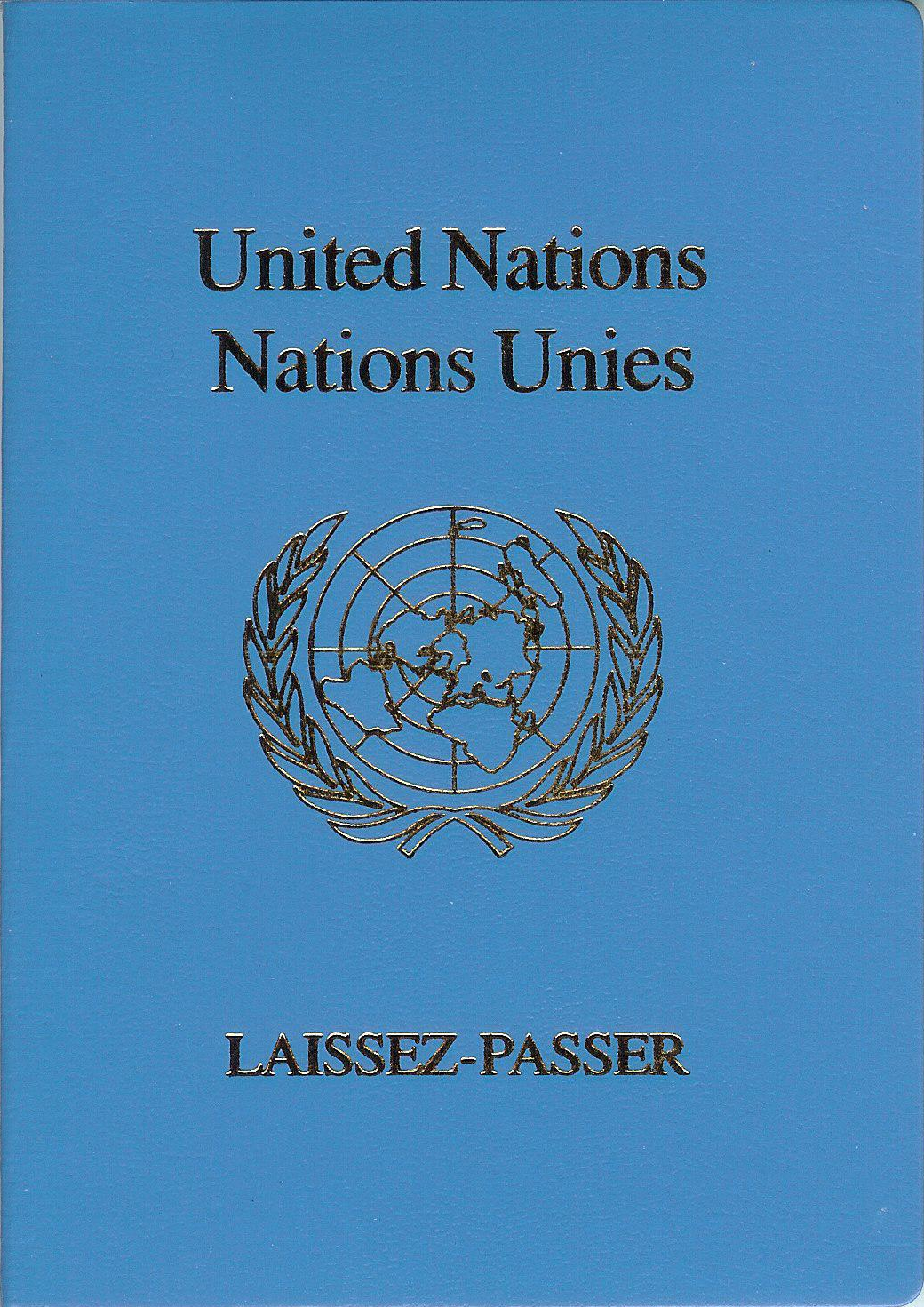
Lasciapassare delle Nazioni Unite

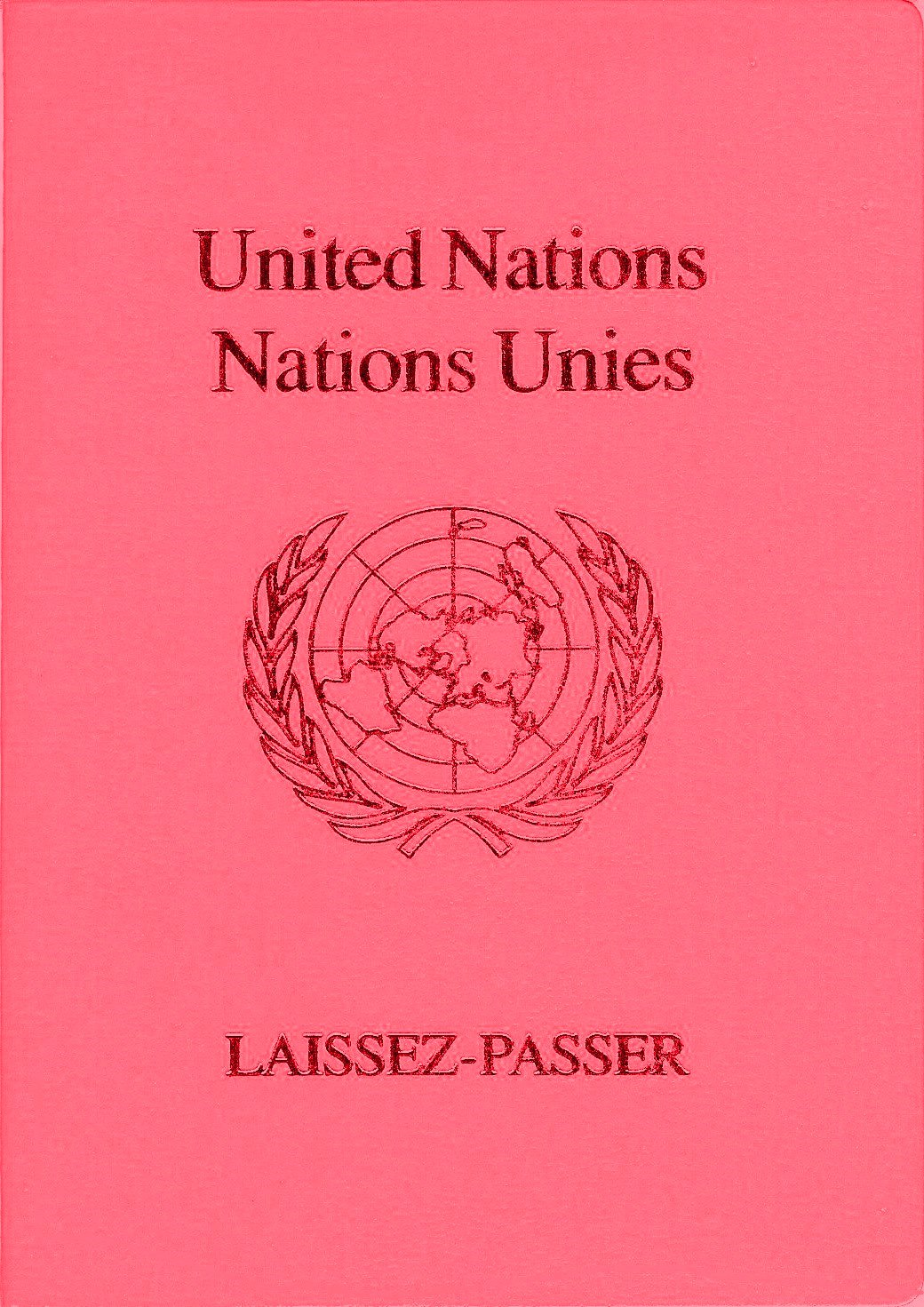
Lasciapassare delle Nazioni Unite

Per il personale diplomatico degli Stati vengono emessi passaporti diplomatici che li identificano come rappresentanti diplomatici del loro Paese. Possedere un passaporto diplomatico solitamente conferisce immunità diplomatica, e quindi l'esenzione da certe formalità (per esempio i bagagli non vengono perquisiti) e altre immunità nei confronti delle leggi locali. I passaporti diplomatici sono rilasciati ai funzionari di rango delle ambasciate, dei consolati e dei consolati onorari e in particolari circostanze possono essere rilasciati anche a privati cittadini.
I passaporti di servizio sono versioni leggere o ridotte dei passaporti diplomatici rilasciati, per esempio, al personale di pubbliche amministrazioni che presta servizio all'estero senza ricoprire un incarico che giustifichi il rilascio di un passaporto diplomatico.
Alcuni stati emettono passaporti ufficiali per alcuni dei loro dipendenti statali quando viaggiano per scopi ufficiali. I portatori di questi passaporti possono in certi casi necessitare di un visto d'ingresso, mentre i portatori di passaporti normali non ne hanno bisogno. Caso esemplare è quello della Francia, dove i passaporti ufficiali necessitano di visto per i viaggi d'affari brevi.
I funzionari internazionali delle Nazioni Unite sono dotati di lasciapassare (laissez-passer) emessi dall'ONU che conferiscono ai portatori una serie di immunità diplomatiche secondo la Convenzione di New York sui privilegi e le immunità delle Nazioni Unite del 1946. Il Lasciapassare delle Nazioni Unite è di colore blu per i funzionari e di colore rosso per gli ufficiali di alto livello. Simile al lasciapassare ONU, anche il lasciapassare dell'Unione europea conferisce ai portatori status diplomatico per le proprie missioni ufficiali.
L'acquisto di passaporti è formalmente vietato ovunque, tuttavia diverse nazioni concedono legalmente passaporti a persone facoltose in seguito a loro cospicui investimenti nel Paese, da qui la locuzione di "passaporto d'oro".

## Caratteristiche tecniche
I passaporti hanno un formato standardizzato. Possiedono una copertina che identifica la nazione emittente, quindi una prima pagina che ripete i dati della nazione emittente, seguite da altre che forniscono informazioni sul portatore e sull'autorità specifica che lo ha rilasciato. Quindi diverse pagine bianche per permettere alle nazioni straniere di applicare (o stampare) sul passaporto visti o timbri d'entrata o d'uscita. I passaporti sono numerati univocamente.
La copertina è in cartoncino o carta telata e il fondo e i caratteri possono essere dei colori più variegati. Le copertine dei passaporti dei Paesi membri dell'Unione europea sono tutti di cartoncino color bordeaux (rosso vinaccia), ad eccezione della Croazia, con i caratteri in oro o in bianco. Lo stile e le dimensioni dei caratteri e dello stemma di ciascuno Stato membro variano da paese a paese.
Negli Stati che utilizzano scritture da destra verso sinistra (paesi di lingua araba, Israele) la cucitura del dorsino del documento è a destra.
In precedenza i passaporti riportavano le informazioni basilari del portatore (cognome, nome proprio, data di nascita, luogo di nascita, ecc.) solo in formato testuale, oltre alla fotografia. In epoca recente essi sono diventati più complessi.
I passaporti leggibili dalle macchine hanno una presentazione standardizzata, avendo una zona dove alcune delle informazioni, riportate in formato testuale in altri punti, sono scritte come stringhe di caratteri alfanumerici, stampati in modo adatto al riconoscimento ottico dei caratteri; cioè possono essere letti da una macchina. Questo permette, per esempio, agli agenti doganali e altre forze di polizia di esaminare questi passaporti rapidamente, senza dover introdurre manualmente le informazioni in un computer, al fine di poter controllare in un database se il passaporto è stato rubato, se il portatore non è ricercato o per registrare il movimento degli stranieri.

Il simbolo solitamente presente sulla copertina dei passaporti biometrici

I passaporti biometrici portano ulteriori e nuove informazioni riguardanti il portatore in un formato digitalizzato. A partire dall'anno 2005 numerosi paesi membri dell'Unione Europea si sono dotati di passaporti biometrici. I passaporti biometrici riportano in copertina un simbolo che li identifica come tali.

## Lingue nei passaporti

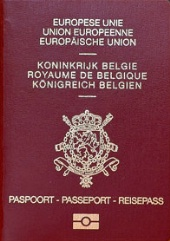
Passaporto belga con le scritte nelle tre lingue ufficiali

Di fatto non esiste una regola unitaria in ordine alle lingue nei passaporti.
Nel 1920 la Conferenza Internazionale sui Passaporti, Formalità Doganali e Lasciapassare decise che i passaporti erano da emettere in francese, considerata all'epoca la lingua della diplomazia, e in almeno un'altra lingua.
Nei giorni nostri numerosi paesi, particolarmente in Asia, emettono passaporti in inglese e nella lingua del paese di rilascio.
Il Belgio permette ai suoi cittadini di scegliere quale delle tre lingue ufficiali (olandese, francese o tedesco) debba apparire per prima sul proprio passaporto, il quale riporta obbligatoriamente le tre lingue ufficiali del regno: olandese, francese e tedesco.
I passaporti emessi da paesi membri dell'Unione europea riportano tutte le lingue ufficiali dell'Unione. Generalmente nei paesi membri UE ove le lingue ufficiali sono più d'una, le indicazioni sulla copertina del passaporto sono espresse in tutte le lingue ufficiali del paese. Le eccezioni sono il passaporto maltese (con la copertina solo in maltese) o il passaporto lussemburghese (con la copertina solo in francese).
A partire dalla seconda amministrazione Clinton i passaporti degli Stati Uniti, precedentemente emessi in inglese e francese, sono emessi in inglese, francese e spagnolo.

## Restrizioni governative
In molti Stati del mondo il passaporto è proprietà di stato e può essere ritirato dallo stesso in ogni momento. Questo diritto statale può essere esercitato arbitrariamente dal potere esecutivo o può essere applicato solo in certe circostanze che seguono una decisione giudiziaria. Per esempio tipicamente i passaporti possono essere temporaneamente ritirati a persone in attesa di giudizio se c'è il rischio che possano fuggire all'estero. Inoltre Alcune nazioni, come visto, impongono particolari requisiti politici o ideologici a chi richiede un passaporto, concedendo passaporti e visti d'uscita solo a chi soddisfa questi requisiti.
Molti paesi arabi o musulmani non permettono l'ingresso a persone se ci sono prove dell'ingresso in Israele sui loro passaporti. Per aiutare gli stranieri ad aggirare questa restrizione, Israele, se richiesto, non timbra il passaporto in ingresso; questi stessi paesi controllano la presenza di timbri d'uscita emessi dall'Egitto e dalla Giordania nei loro punti di confine con Israele e possono bloccare l'ingresso basandosi solo sulla presenza di questi ultimi. Per esempio può essere impedito l'ingresso a un individuo in certi paesi arabi o musulmani per la presenza di un timbro d'uscita egiziano emesso a Taba, dato che l'unico possibile posto in cui questa persona potrebbe essere diretta da quella dogana è Eilat in Israele. Alcuni paesi annullano i vecchi passaporti e ne emettono di nuovi per i loro cittadini a causa della presenza della prova di una visita in Israele, riconoscendo che quel passaporto è diventato inadatto allo scopo.

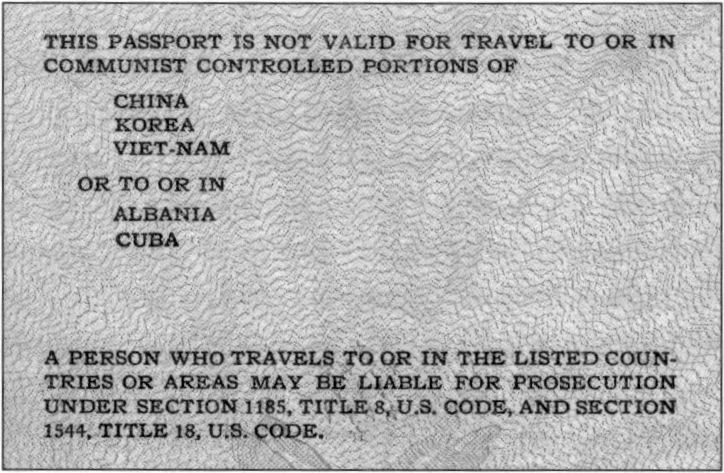
Un estratto da un vecchio passaporto statunitense che mostra restrizioni al viaggio

In vari momenti i passaporti statunitensi sono stati emessi con una lista di paesi o regioni nel quale al portatore era proibito recarsi. Tra i paesi che sono stati inclusi figurano l'Albania, Cuba, la Cina, l'Iran, l'Iraq, la Corea del Nord e il Vietnam. Nel 1957 la Cina protestò per l'inclusione in questa lista e riuscì a ottenerne la rimozione. A causa delle restrizioni del Ministero del Tesoro sui cittadini statunitensi che visitano Cuba, questo paese non timbrerà un passaporto, nel caso venisse richiesto.
Poiché la Cina si rifiuta di riconoscere la sovranità di Taiwan le autorità cinesi non timbrano i passaporti taiwanesi, ma richiedono un differente documento di viaggio per entrare nella Cina continentale. Taiwan richiedeva a tutti i suoi cittadini l'approvazione di un permesso ufficiale prima di recarsi nella Cina continentale e multava quelli che vi si recavano senza approvazione. Comunque dato che le autorità cinesi non timbrano i passaporti di Taiwan era molto difficile per quest'ultimo identificare i suoi cittadini recatisi nella Cina continentale senza richiedere il permesso ufficiale come richiesto.
In pratica solo chi perdeva il suo passaporto taiwanese nella Cina Continentale poteva essere scoperto e multato da Taiwan. Allo stato attuale solo a specifiche persone, come per esempio dipendenti statali taiwanesi, è richiesta ancora l'approvazione ufficiale al viaggio.
Per Hong Kong, sebbene molte persone detengano passaporti britannici, il governo cinese si rifiuta di riconoscerli (al pari dei passaporti britannici d'oltremare emessi a persone di discendenza cinese di Hong Kong). La Cina distribuisce Permessi di Rientro a Casa per quei cittadini di Hong Kong che vogliono entrare nella Cina continentale. Dopo il passaggio dell'ex colonia inglese alla Cina il 30 giugno 1997 anche il governo di Hong Kong emette passaporti per i cittadini cinesi in Hong Kong, ma questi non sono accettati per entrare nella Cina continentale. Anche Taiwan non riconosce i passaporti britannici d'oltremare o quelli emessi dal governo di Hong Kong.
Ad alcuni VIP con idee di sinistra come Paul Robeson, fu in precedenza impedito di viaggiare all'estero con questo metodo dal governo USA. Comunque la Corte Suprema degli Stati Uniti d'America ha stabilito nel 1958 con il caso Kent vs. Dulles che il viaggio internazionale era un diritto inalienabile e che non poteva essere negato ai cittadini americani.
Gli Stati Uniti non permettono a coloro che si sono recati - dal 1º marzo 2011 in poi - in uno dei seguenti Paesi: Iran, Iraq, Corea del Nord, Libia, Siria, Somalia, Sudan e Yemen, per qualsiasi motivo, di accedere sul loro territorio attraverso la procedura semplificata di visto detta Visa Waiver Program che può essere eseguita on line solo dai cittadini dei seguenti Paesi: Andorra, Australia, Austria, Belgio, Brunei, Cile, Corea del Sud, Danimarca, Estonia, Finlandia, Francia, Germania, Giappone, Grecia, Irlanda, Islanda, Italia, Lettonia, Liechtenstein, Lituania, Lussemburgo, Malta, Monaco, Norvegia, Nuova Zelanda, Paesi Bassi, Polonia, Portogallo, Regno Unito, Repubblica Ceca, San Marino, Singapore, Slovacchia, Slovenia, Spagna, Svezia, Svizzera, Taiwan, Ungheria. Tali persone devono chiedere un visto per "non-immigranti" presso un'ambasciata o un consolato degli Stati Uniti.

## Viaggi organizzati
In alcuni paesi, come Tunisia ed Egitto, è possibile entrare con la sola carta di identità se si fa parte di un viaggio organizzato con Tour Operator riconosciuti da questi stati.

## Limitazioni sull'accettabilità dei passaporti
Sebbene molte nazioni riconoscano i passaporti della maggior parte delle altre nazioni ci sono alcune eccezioni. Generalmente queste sono dovute a circostanze per cui una nazione si rifiuta di accettare l'esistenza di un altro territorio o governo come nazione legittima. Alcune nazioni declinano inoltre di accettare passaporti che non permettono al portatore il diritto di vivere nella nazione emittente.

### Brasile

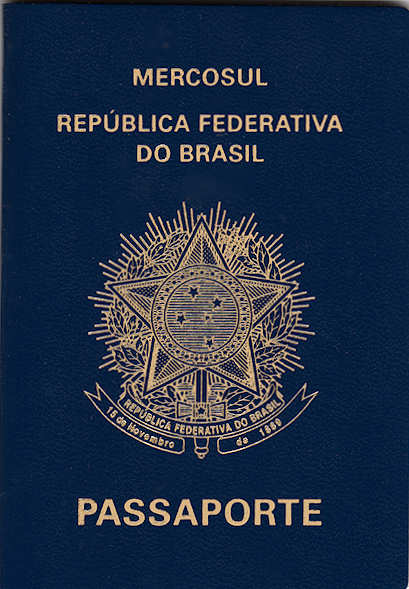
Passaporto brasiliano secondo il modello adottato a partire dal dicembre 2006

Il Brasile non accetta passaporti da paesi di cui non riconosce la sovranità o l'indipendenza. I cittadini di queste nazioni devono richiedere un laissez-passer brasiliano, un tipo di documento di viaggio che di solito permette solo un singolo ingresso nella nazione emittente.

### Cipro
La Repubblica Turca di Cipro del Nord emette passaporti, ma è riconosciuta ufficialmente solo dalla Turchia. Questi passaporti non sono accettati per l'ingresso nella Repubblica di Cipro. La Repubblica di Cipro rifiuta inoltre l'ingresso a possessori di passaporti emessi dalla Jugoslavia riportanti un timbro di rinnovo con il nome Macedonia, denominazione dell'attuale Macedonia del Nord in uso fino al 2019.

### Hong Kong
Né la Cina, né Taiwan accettano i passaporti britannici d'oltremare, che il governo britannico ha distribuito ad alcuni cittadini dei precedenti territori indipendenti, sebbene Taiwan distribuisca ai portatori di questi passaporti un visto d'ingresso su un documento separato. La Cina inoltre declina di accettare passaporti britannici normali distribuiti a precedenti cittadini dei territori indipendenti.

### Israele
Diversi paesi arabi o musulmani non accettano passaporti israeliani, in gran parte a causa del rifiuto corrente o storico dei loro governi di riconoscere legalmente l'esistenza di Israele. Alcuni di questi Paesi, inoltre, non accettano passaporti stranieri non israeliani, ai quali sia stato apposto il visto di Israele.

### Micronazioni
Molte micronazioni, come Sealand, emettono passaporti e altri documenti di cittadinanza. Nessun paese membro delle Nazioni Unite riconosce questi documenti come validi per il transito o l'ingresso, sebbene molte micronazioni continuino a emetterli.

### Tonga
Alcune nazioni non accettano i passaporti Tongan Protected Person (persona protetta da Tonga) sebbene accettino i passaporti standard emessi a cittadini di Tonga.

### Corea del Nord
La Corea del Nord limita strettamente il conferimento di passaporti a una piccola minoranza fidata. L'appartenenza al Partito Coreano dei Lavoratori è un prerequisito essenziale.

### Pakistan
Il Pakistan richiede ai cittadini musulmani, quando questi richiedono un passaporto, di affermare quanto segue:
1. Io sono un musulmano e credo nell'assoluta e perfetta finalità del Profeta, sua Signoria (Hazret) Maometto (Dio lo salvi), l'ultimo dei Profeti.
2. Io non riconosco alcuno che affermi di essere un profeta in alcun senso della parola o descrizione di qualunque tipo dopo sua Signoria (Hazret) Maometto (Dio lo salvi) o riconoscere questo individuo come un profeta o riformatore religioso del mondo musulmano.
3. Io considero Mirza Ghulam Ahmad Qadiani come un profeta impostore e considero i suoi seguaci sia di Lahore, sia di Qadyan sia Mirzai come non musulmani.

Con la distribuzione del nuovo passaporto biometrico nel 2005 (nel quale la voce religione doveva essere cancellata) la dichiarazione precedente non sarebbe più stata necessaria. Comunque questa decisione è stata recentemente cambiata dal governo pakistano. I nuovi passaporti porteranno la definizione religione; quelli già stampati verranno timbrati con una dichiarazione della religione del portatore.

## Passaporti comuni

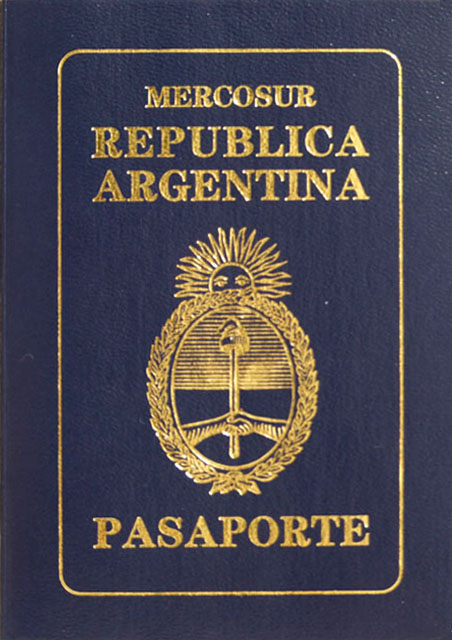
Passaporto argentino con l'indicazione Mercosur in epigrafe

### Unione europea
L'Unione europea è forse l'entità più conosciuta che rilascia passaporti comuni. I passaporti UE hanno un formato e stile standardizzato (sebbene le informazioni sul portatore possano essere sia dietro la copertina che dietro la retrocopertina). I passaporti UE ordinari sono color borgogna (ad eccezione di quello della Croazia che è blu scuro), le parole "Unione europea" scritte nella lingua nazionale (o nelle lingue nazionali) della nazione emittente sul fronte, seguono il nome ufficiale della nazione, l'emblema nazionale e sotto di esso il termine "Passaporto" nella lingua nazionale (o nelle lingue nazionali).

### CARICOM
Le nazioni membro del CARICOM (Caribbean Community) hanno recentemente iniziato a distribuire passaporti comuni con il simbolo del CARICOM insieme al sigillo nazionale e al nome ufficiale dello stato membro nella sua lingua ufficiale. Il primo stato membro a emettere passaporti CARICOM è stato il Suriname, seguito da Saint Vincent e Grenadine, Guyana, Antigua e Barbuda e altri paesi.

### Comunità Sud Americana delle Nazioni
La dichiarazione adottata a Cusco in Perù che stabilisce la South American Community of Nations ha segnalato l'intento di stabilire un passaporto comune, ma rimane ancora una lunga strada da percorrere. Alcuni stati membri di raggruppamenti subregionali come il Mercosur e la Andean Community of Nations emettono passaporti con il loro nome ed emblema ufficiale insieme al nome del raggruppamento regionale. Esempi includono l'Argentina, il Brasile, il Paraguay e l'Ecuador.

### Comunità economica degli Stati dell'Africa Occidentale
Sui passaporti degli Stati membri dell'ECOWAS appare l'acronimo dell'organizzazione al disopra del nome dello Stato emittente.

## Casi di esenzione
In alcune circostanze il viaggio tra nazioni può essere fatto senza mostrare un passaporto. Questo include:

### Accordi reciproci tra Stati

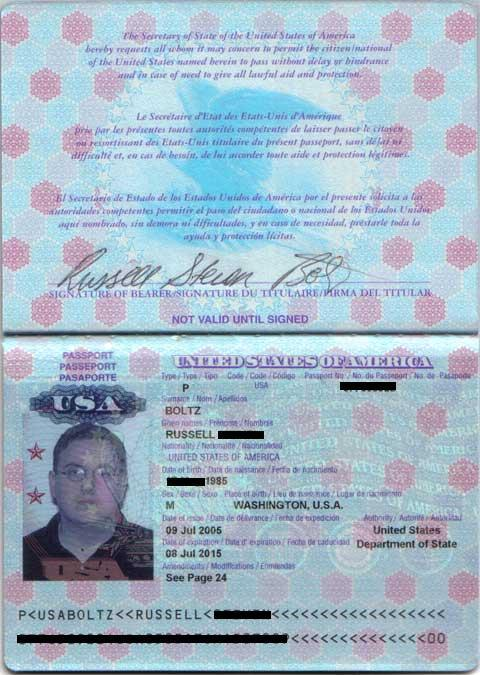
Interno di un passaporto statunitense

Alcune nazioni hanno un accordo reciproco per cui un visto d'ingresso non è richiesto in certe condizioni, per esempio quando la visita è per turismo e per un periodo di tempo relativamente breve.
Altre nazioni hanno stretto accordi che permettono l'attraversamento dei confini senza passaporto (ma comunque generalmente con un mezzo di identificazione). Alcuni esempi includono:
- Il Regno Unito e la Repubblica d'Irlanda - I cittadini britannici e irlandesi non necessitano di passaporto per viaggiare tra i due paesi. Comunque il governo irlandese ha richiesto di portare dal 1997 una forma di identificazione fotografica. Membri di nazioni UE devono mostrare una carta di identità nazionale o un passaporto. Membri di tutte le altre nazionalità necessitano di un passaporto e in alcuni casi è richiesto anche un visto di ingresso.
- La Repubblica di San Marino e l'Italia - I cittadini sammarinesi e italiani non necessitano di passaporto per viaggiare tra i due paesi. Dato che l'ingresso terrestre e aereo per San Marino è attraverso il territorio italiano, i cittadini non italiani devono soddisfare almeno i requisiti d'ingresso per l'Italia. Lo stesso dicasi per la Città del Vaticano. Per entrare nel principato di Monaco, dalla Francia, non occorre un passaporto. Analogamente non occorre per entrare nel Liechtenstein provenendo dalla Svizzera (unione doganale), mentre è necessario se si entra dall'Austria.
- Le nazioni membro del NAFTA: Stati Uniti, Canada e Messico, sebbene a cominciare dal dicembre 2005 gli Stati Uniti lo richiedano a chiunque, anche se cittadino USA.
- Le nazioni dell'Europa del nord: Danimarca, Finlandia, Islanda, Norvegia e Svezia, incluse le Isole Fær Øer e la Groenlandia; quest'area si è unita alla più vasta regione degli Accordi di Schengen nel 1997.

I cittadini del Mercosur possono viaggiare tra queste nazioni esibendo solo carte di identità nazionali o passaporti senza visti d'ingresso di solito per un periodo di tempo limitato di 90 giorni, ma è loro permesso lavorare nell'altra nazione per quel periodo. Ci sono piani per estendere questo diritto a tutta l'America del sud con il nuovo South American Community of Nations.

### Gli Accordi di Schengen
I cittadini dell'Unione europea più Islanda, Liechtenstein, Norvegia e la Svizzera, possono viaggiare e lavorare in molte nazioni dell'Unione europea senza necessitare di passaporto o visto d'ingresso, sebbene delle disposizioni transitorie possano restringere i diritti dei cittadini di nuovi stati membri dal lavorare in altre nazioni.
Inoltre gli stati che hanno firmato e applicano gli accordi di Schengen non implementano controlli al confine uno con l'altro (salvo il verificarsi di circostanze straordinarie).
In conseguenza di quanto sopra un cittadino francese, per esempio, poteva viaggiare in Gran Bretagna e lavorarvi liberamente. Comunque poiché la Gran Bretagna non aveva mai firmato gli Accordi di Schengen doveva esibire almeno una carta d'identità che era normalmente controllata al confine. D'altra parte, se e quando la Svizzera applicherà gli Accordi di Schengen quel cittadino francese potrà viaggiarvi senza controlli al confine, ma non potrà lavorarvi liberamente senza autorizzazione in quanto non è una nazione membro dell'Unione europea. Inoltre la maggior parte delle nazioni europee richiedono a tutte le persone di portare con sé una carta d'identità o un passaporto. Quindi anche se la Svizzera non controllasse il viaggiatore francese al confine, questi potrà dover esibire la sua carta d'identità in qualche momento all'interno del paese, sebbene in pratica questo sia raro. Eccetto che al confine non è richiesto di portare con sé le carte di identità in Gran Bretagna, ma comunque il nostro viaggiatore francese dovrà mostrarla per ottenere un conto in una banca inglese o per ottenere un lavoro.

### Rifugiati e apolidi
Gli apolidi (persone sprovviste di cittadinanza, così come definiti dalla Convenzione di New York del 28/09/1954) e i rifugiati (coloro che hanno ottenuto asilo, così come definiti dalla Convenzione di Ginevra del 28/07/1951), viaggiano internazionalmente con documenti di viaggio emessi dal Paese che ha riconosciuto lo status. Questi sono accettati al posto del passaporto da tutti gli Stati che hanno sottoscritto le relative Convenzioni.

### Città del Vaticano e San Marino
La Città del Vaticano e la Repubblica di San Marino non hanno controlli formali di immigrazione. Dato che il solo ingresso possibile in questi stati è attraverso l'Italia, i requisiti de facto per l'immigrazione sono quelli richiesti dall'Italia.

## Global Passport Ranking
La tabella sottostante riporta il Global Passport Ranking 2025 in base all'indice Henley Passport ovvero ai paesi ad accesso "Visa-free" (incusi "Visa on arrival" ed "Electronic Travel Authorization" – eTA):
| Rank 2025 | Paese                     | Accessi "Visa-free" |
| --------- | ------------------------- | ------------------- |
| 1         | Singapore                 | 195                 |
| 2         | Giappone                  | 193                 |
| 3         | Finlandia                 | 192                 |
| 3         | Francia                   | 192                 |
| 3         | Germania                  | 192                 |
| 3         | Italia                    | 192                 |
| 3         | Corea del Sud             | 192                 |
| 3         | Spagna                    | 192                 |
| 4         | Austria                   | 191                 |
| 4         | Danimarca                 | 191                 |
| 4         | Irlanda                   | 191                 |
| 4         | Lussemburgo               | 191                 |
| 4         | Paesi Bassi               | 191                 |
| 4         | Norvegia                  | 191                 |
| 4         | Svezia                    | 191                 |
| 5         | Belgio                    | 190                 |
| 5         | Nuova Zelanda             | 190                 |
| 5         | Portogallo                | 190                 |
| 5         | Svizzera                  | 190                 |
| 5         | Regno Unito               | 190                 |
| 6         | Australia                 | 189                 |
| 6         | Grecia                    | 189                 |
| 7         | Canada                    | 188                 |
| 7         | Malta                     | 188                 |
| 7         | Polonia                   | 188                 |
| 8         | Rep. Ceca                 | 187                 |
| 8         | Ungheria                  | 187                 |
| 9         | Estonia                   | 186                 |
| 9         | Stati Uniti               | 186                 |
| 10        | Lettonia                  | 185                 |
| 10        | Lituania                  | 185                 |
| 10        | Slovenia                  | 185                 |
| 10        | Emirati Arabi Uniti       | 185                 |
| 11        | Croazia                   | 184                 |
| 11        | Islanda                   | 184                 |
| 11        | Slovacchia                | 184                 |
| 12        | Malaysia                  | 183                 |
| 13        | Liechtenstein             | 182                 |
| 14        | Cipro                     | 179                 |
| 15        | Bulgaria                  | 178                 |
| 15        | Monaco                    | 178                 |
| 15        | Romania                   | 178                 |
| 16        | Cile                      | 176                 |
| 17        | Argentina                 | 172                 |
| 18        | Andorra                   | 171                 |
| 18        | Brasile                   | 171                 |
| 18        | Hong Kong                 | 171                 |
| 18        | San Marino                | 171                 |
| 19        | Israele                   | 170                 |
| 20        | Brunei                    | 166                 |
| 21        | Barbados                  | 165                 |
| 22        | Bahamas                   | 161                 |
| 23        | Messico                   | 159                 |
| 24        | Saint Kitts e Nevis       | 157                 |
| 24        | Saint Vincent e Grenadine | 157                 |
| 24        | Uruguay                   | 157                 |
| 25        | Seychelles                | 156                 |
| 26        | Città del Vaticano        | 155                 |
| 27        | Antigua e Barbuda         | 153                 |
| 28        | Trinidad e Tobago         | 152                 |
| 29        | Costa Rica                | 151                 |
| 29        | Mauritius                 | 151                 |
| 30        | Grenada                   | 148                 |
| 30        | Panama                    | 148                 |
| 30        | Paraguay                  | 148                 |
| 30        | Saint Lucia               | 148                 |
| 30        | Ucraina                   | 148                 |
| 31        | Dominica                  | 145                 |
| 31        | Macao                     | 145                 |
| 32        | Perù                      | 143                 |
| 33        | Taiwan                    | 141                 |
| 34        | Serbia                    | 139                 |
| 35        | El Salvador               | 136                 |
| 36        | Guatemala                 | 135                 |
| 37        | Colombia                  | 134                 |
| 37        | Isole Salomone            | 134                 |
| 38        | Honduras                  | 133                 |
| 39        | Samoa                     | 131                 |
| 39        | Tonga                     | 131                 |
| 40        | Isole Marshall            | 129                 |
| 40        | Montenegro                | 129                 |
| 40        | Macedonia del Nord        | 129                 |
| 41        | Nicaragua                 | 128                 |
| 41        | Tuvalu                    | 128                 |
| 42        | Kiribati                  | 124                 |
| 42        | Micronesia                | 124                 |
| 42        | Palau                     | 124                 |
| 43        | Albania                   | 123                 |
| 43        | Bosnia ed Erzegovina      | 123                 |
| 44        | Georgia                   | 122                 |
| 44        | Moldavia                  | 122                 |
| 45        | Venezuela                 | 121                 |
| 46        | Russia                    | 116                 |
| 46        | Turchia                   | 116                 |
| 47        | Qatar                     | 112                 |
| 48        | Sudafrica                 | 106                 |
| 49        | Belize                    | 103                 |
| 50        | Kuwait                    | 99                  |
| 51        | Timor Est                 | 97                  |
| 52        | Ecuador                   | 95                  |
| 53        | Maldive                   | 94                  |
| 54        | Guyana                    | 92                  |
| 54        | Vanuatu                   | 92                  |
| 55        | Figi                      | 90                  |
| 56        | Giamaica                  | 89                  |
| 56        | Nauru                     | 89                  |
| 57        | Botswana                  | 88                  |
| 58        | Bahrein                   | 87                  |
| 58        | Papua Nuova Guinea        | 87                  |
| 58        | Arabia Saudita            | 87                  |
| 59        | Oman                      | 86                  |
| 60        | Cina                      | 85                  |
| 61        | Thailandia                | 82                  |
| 62        | Bielorussia               | 81                  |
| 62        | Namibia                   | 81                  |
| 63        | Kosovo                    | 80                  |
| 64        | Bolivia                   | 79                  |
| 64        | Lesotho                   | 79                  |
| 64        | Suriname                  | 79                  |
| 65        | Kazakistan                | 77                  |
| 65        | eSwatini                  | 77                  |
| 66        | Indonesia                 | 76                  |
| 67        | Rep. Dominicana           | 75                  |
| 67        | Malawi                    | 75                  |
| 68        | Kenya                     | 74                  |
| 69        | Marocco                   | 73                  |
| 69        | Tanzania                  | 73                  |
| 70        | Azerbaigian               | 72                  |
| 71        | Gambia                    | 71                  |
| 72        | Uganda                    | 70                  |
| 72        | Zambia                    | 70                  |
| 73        | Tunisia                   | 69                  |
| 74        | Armenia                   | 68                  |
| 74        | Benin                     | 68                  |
| 74        | Capo Verde                | 68                  |
| 74        | Ghana                     | 68                  |
| 75        | Filippine                 | 67                  |
| 76        | Mongolia                  | 66                  |
| 76        | Ruanda                    | 66                  |
| 76        | Sierra Leone              | 66                  |
| 77        | Mozambico                 | 65                  |
| 77        | Zimbabwe                  | 65                  |
| 78        | Kirghizistan              | 64                  |
| 79        | São Tomé e Príncipe       | 63                  |
| 80        | Cuba                      | 62                  |
| 80        | Uzbekistan                | 62                  |
| 81        | Togo                      | 61                  |
| 82        | Burkina Faso              | 60                  |
| 82        | Gabon                     | 60                  |
| 82        | Madagascar                | 60                  |
| 83        | Costa d'Avorio            | 59                  |
| 83        | Guinea                    | 59                  |
| 84        | Mauritania                | 58                  |
| 84        | Senegal                   | 58                  |
| 84        | Tagikistan                | 58                  |
| 85        | Guinea Equatoriale        | 57                  |
| 85        | India                     | 57                  |
| 85        | Niger                     | 57                  |
| 86        | Algeria                   | 56                  |
| 87        | Guinea-Bissau             | 55                  |
| 87        | Mali                      | 55                  |
| 88        | Comore                    | 54                  |
| 89        | Cambogia                  | 53                  |
| 89        | Rep. Centrafricana        | 53                  |
| 89        | Ciad                      | 53                  |
| 89        | Haiti                     | 53                  |
| 89        | Giordania                 | 53                  |
| 90        | Bhutan                    | 52                  |
| 90        | Egitto                    | 52                  |
| 90        | Liberia                   | 52                  |
| 91        | Angola                    | 51                  |
| 91        | Vietnam                   | 51                  |
| 92        | Burundi                   | 50                  |
| 92        | Camerun                   | 50                  |
| 92        | Rep. del Congo            | 50                  |
| 92        | Turkmenistan              | 50                  |
| 93        | Gibuti                    | 49                  |
| 93        | Laos                      | 49                  |
| 94        | RD del Congo              | 46                  |
| 94        | Etiopia                   | 46                  |
| 94        | Birmania                  | 46                  |
| 94        | Nigeria                   | 46                  |
| 95        | Libano                    | 45                  |
| 96        | Iran                      | 44                  |
| 96        | Sudan del Sud             | 44                  |
| 96        | Sri Lanka                 | 44                  |
| 97        | Sudan                     | 44                  |
| 98        | Eritrea                   | 42                  |
| 99        | Corea del Nord            | 41                  |
| 100       | Bangladesh                | 40                  |
| 100       | Libia                     | 40                  |
| 100       | Palestina                 | 40                  |
| 101       | Nepal                     | 39                  |
| 102       | Somalia                   | 35                  |
| 103       | Pakistan                  | 33                  |
| 103       | Yemen                     | 33                  |
| 104       | Iraq                      | 31                  |
| 105       | Siria                     | 27                  |
| 106       | Afghanistan               | 26                  |

## Galleria d'immagini

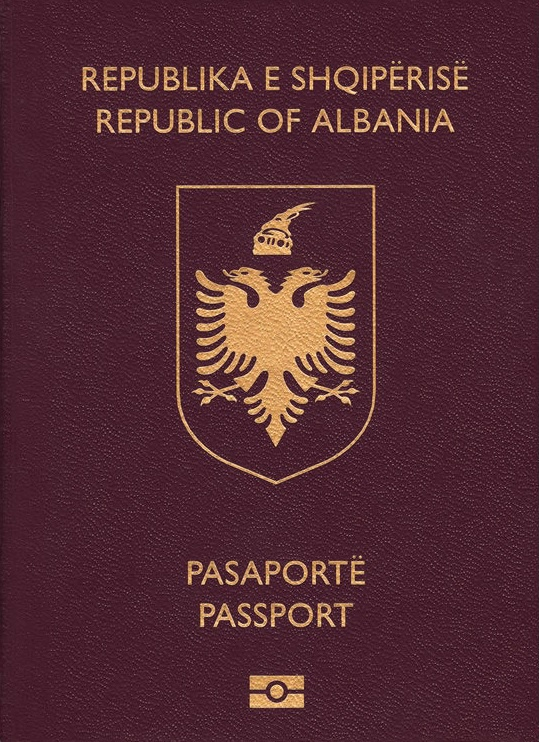
Frontespizio di passaporto albanese
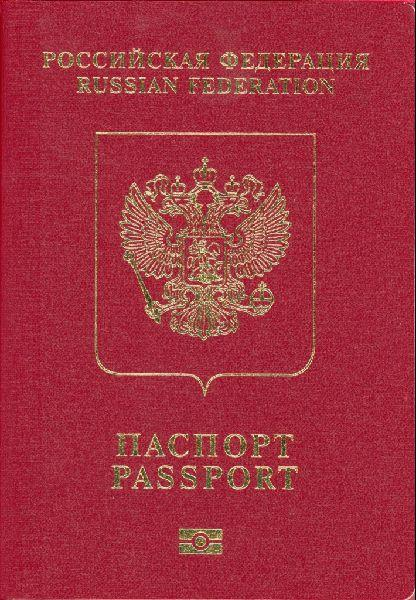
Frontespizio di passaporto russo
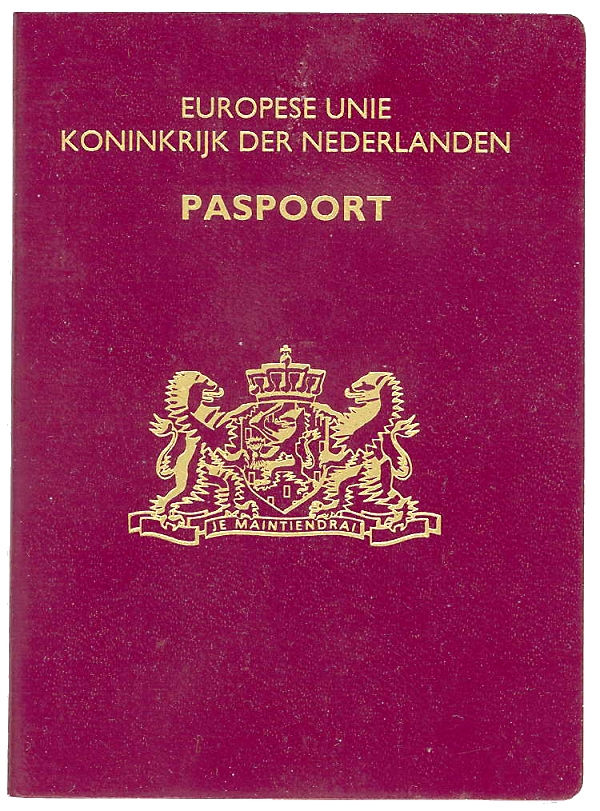
Frontespizio di passaporto nederlandese
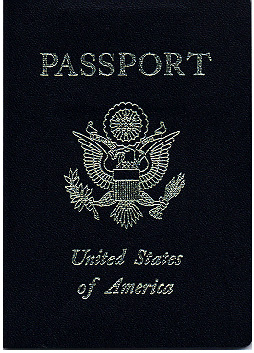
Frontespizio di passaporto statunitense
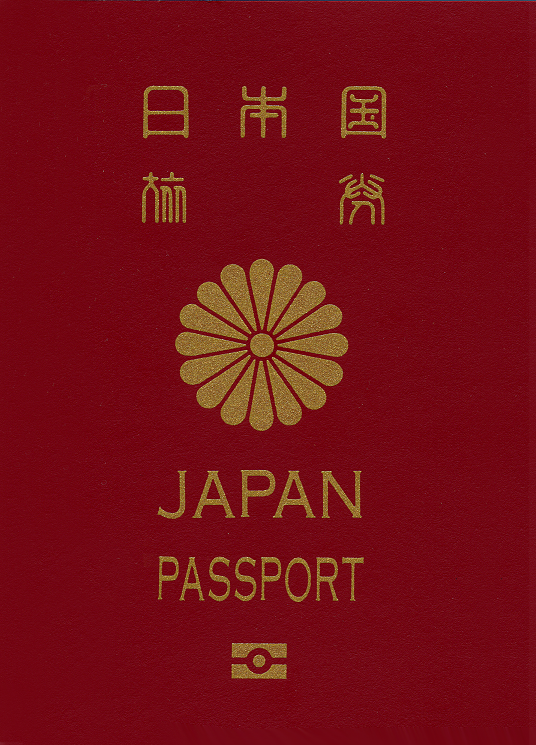
Frontespizio di passaporto giapponese
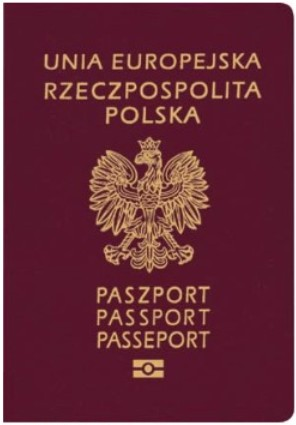
Frontespizio di passaporto polacco
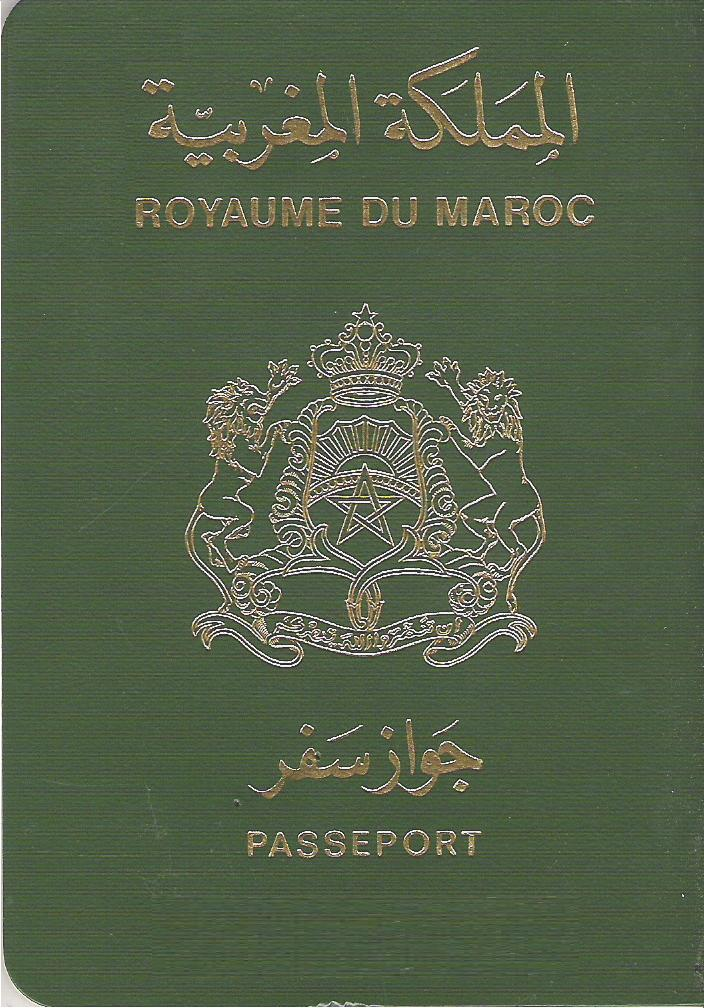
Frontespizio di passaporto marocchino
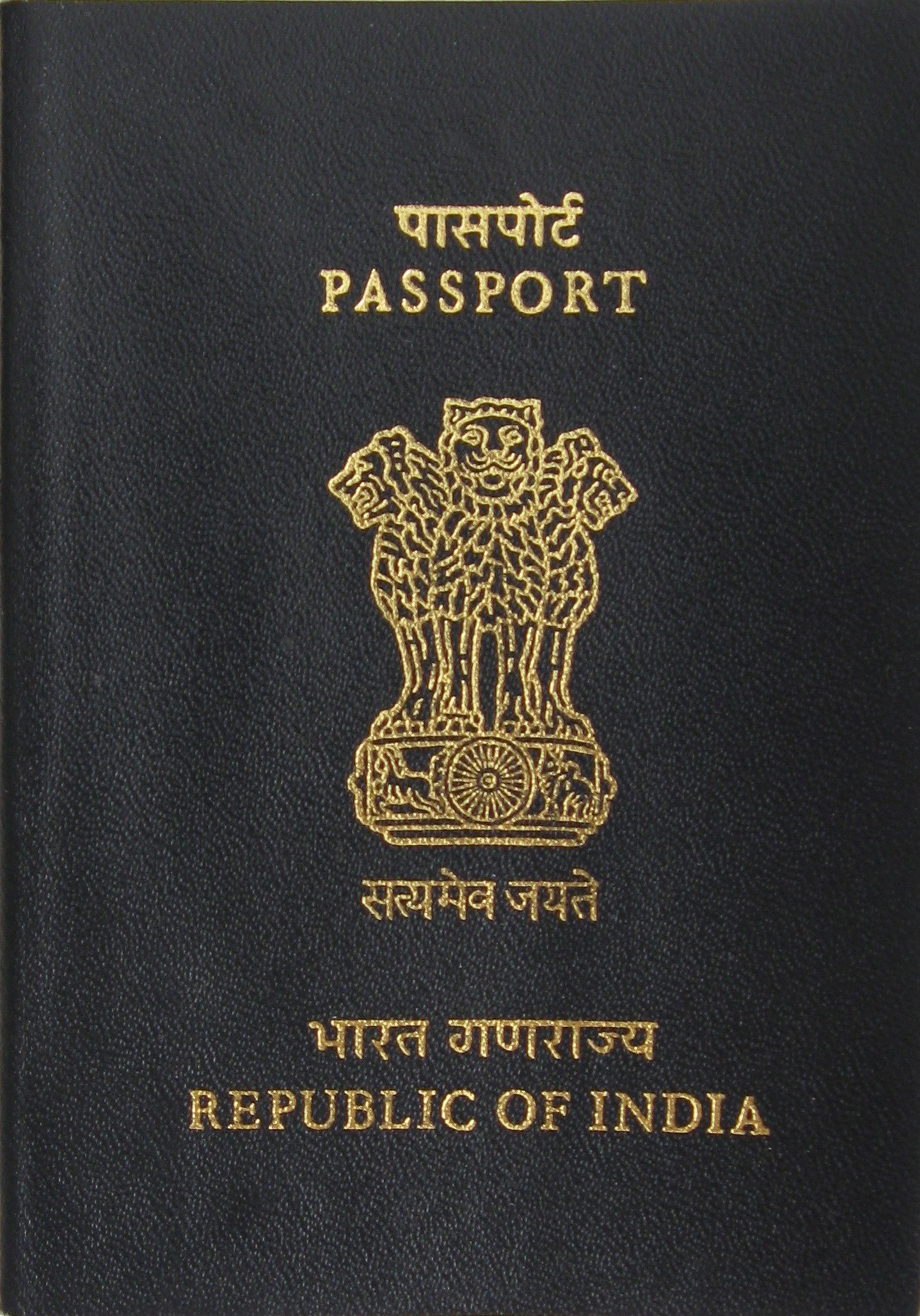
Frontespizio di passaporto indiano
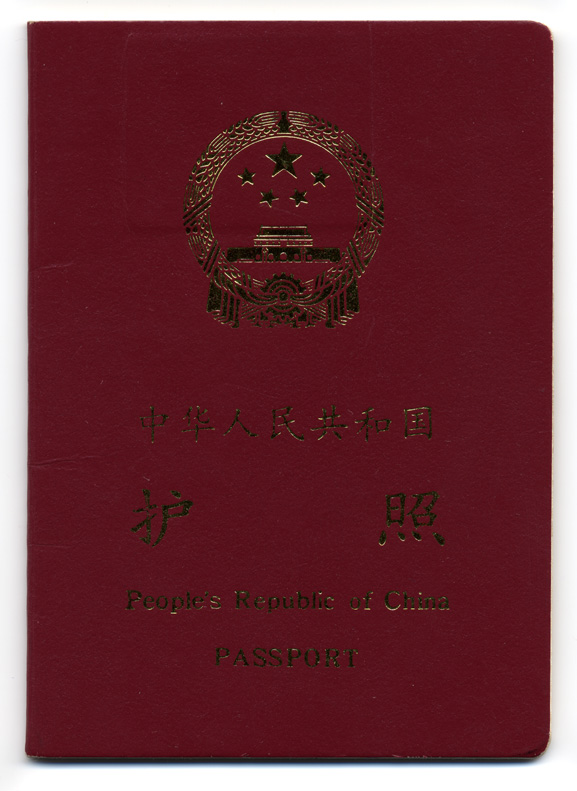
Frontespizio di passaporto cinese
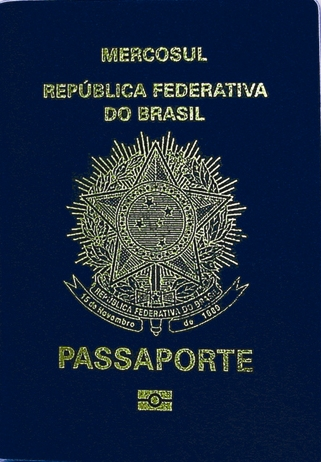
Frontespizio di passaporto brasiliano
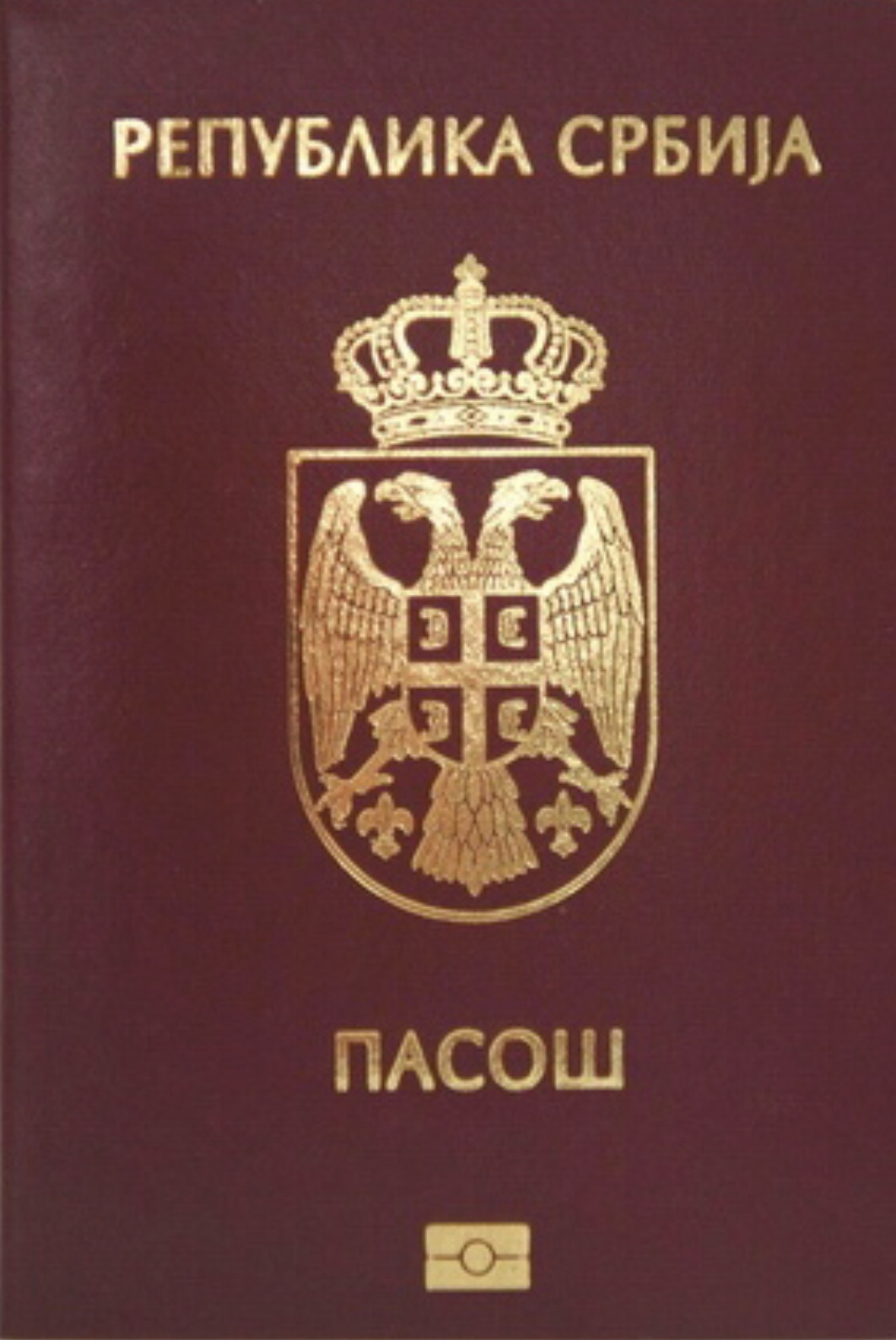
Frontespizio di passaporto serbo
Frontespizio di passaporto svizzero
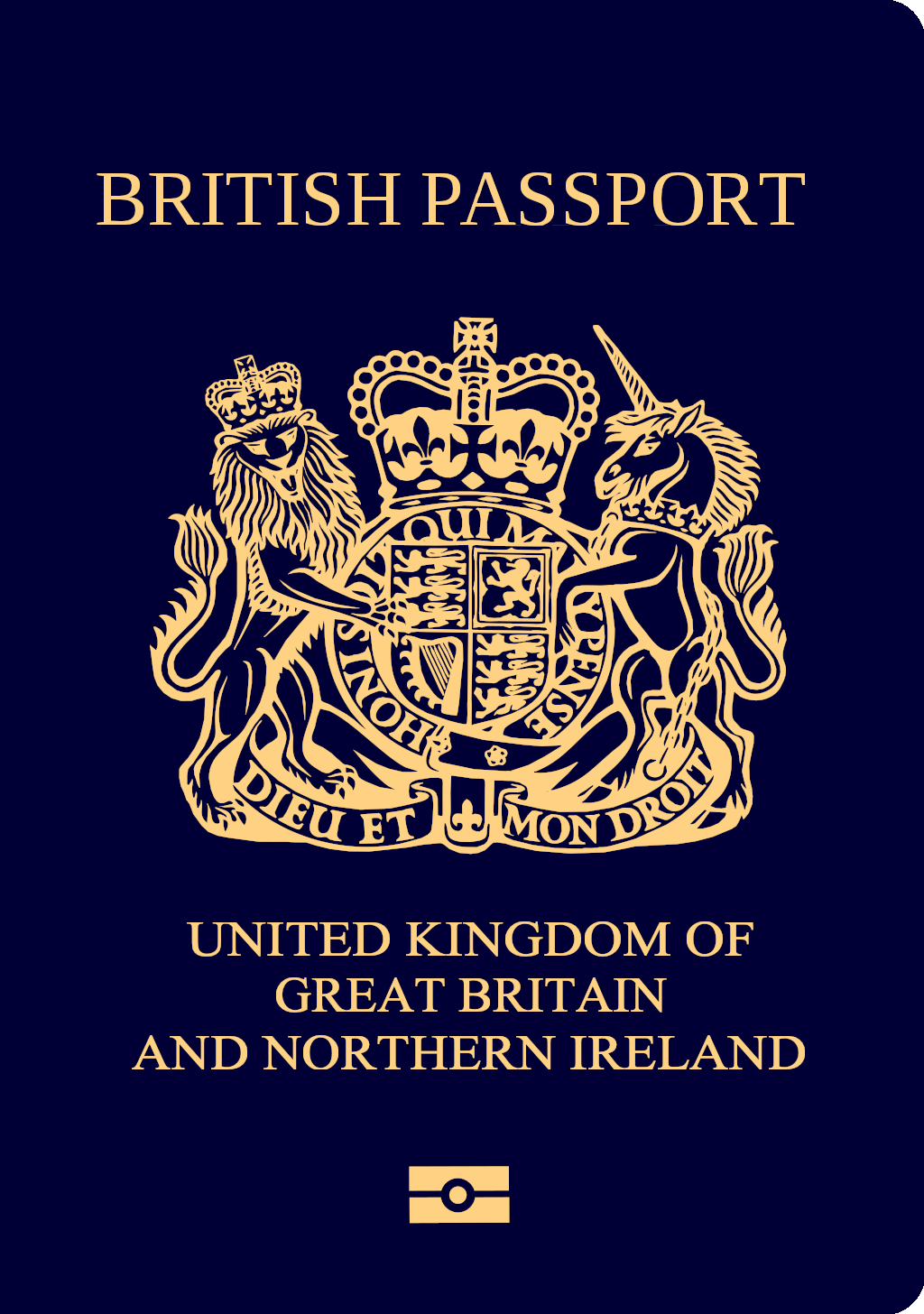
Frontespizio di passaporto del Regno Unito riportante lo Stemma Reale Britannico
Frontespizio di passaporto canadese